# Puya glomerifera
Puya glomerifera är en gräsväxtart som beskrevs av Carl Christian Mez och Luis Aloysius, Luigi Sodiro. Puya glomerifera ingår i släktet Puya och familjen Bromeliaceae. IUCN kategoriserar arten globalt som livskraftig.
Artens utbredningsområde är Ecuador. Inga underarter finns listade i Catalogue of Life.